# Рамзан Межидов
Рамзан Межидов (1967—1999), був позаштатним чеченським оператором. 29 жовтня 1999 року разом з Шамілем Гігаєвим, оператором незалежного телеканалу Nokh Cho в Грозному, він був убитий під час російського авіаудару по біженцям, що втікали з Чечні.
До роботи на московському телеканалі «Центр ТВ» Межидов працював позаштатним працівником німецького ARD між чеченськими конфліктами. Під час Першої чеченської війни Межидов був цінним активом телеканалу «Центр» на всьому Північному Кавказі, зокрема в Республіці Дагестан.
29 жовтня 1999 року разом з іншими журналістами він прикривав великий конвой біженців з Грозного в Назрань в сусідній Інгушетії на маршруті вздовж шосе Баку — Ростов. Коли колона наближалася до чеченського міста Шамі-Юрт, російський винищувач випустив кілька ракет «повітря-земля», вразивши автобус з біженцями. Незважаючи на попередження колег, які подорожували з ними, Межидов і Гігаєв залишили свій автомобіль, щоб зняти бійню. Коли вони наближалися до автобуса, інша російська ракета влучила в сусідню вантажівку, смертельно поранивши обох журналістів. Повідомляється, що пілот російських ВПС побачив Межидова з телекамерою під час другого запуску літака і вистрілив у нього. Незрозуміло, чи вважав пілот його камеру зброєю, чи намагався перешкодити йому знімати. Межидов загинув не відразу, а був смертельно поранений і залишився на дорозі. Зрештою його доставили до лікарні Урус-Мартана, де він помер від шоку та втрати крові.

На основі плівок знятих Рамзаном був змонтований фільм Три товариша, який отримав декілька премій.